# Castanheira do Ribatejo e Cachoeiras
Castanheira do Ribatejo e Cachoeiras (llamada oficialmente União das Freguesias de Castanheira do Ribatejo e Cachoeiras) es una freguesia portuguesa del municipio de Vila Franca de Xira, distrito de Lisboa.

## Historia
Fue creada el 28 de enero de 2013 en aplicación de una resolución de la Asamblea de la República de Portugal promulgada el 16 de enero de 2013 con la unión de las freguesias de Cachoeiras y Castanheira do Ribatejo, pasando su sede a estar situada en la antigua freguesia de Castanheira do Ribatejo.

## Demografía
| Gráfica de evolución demográfica de Castanheira do Ribatejo e Cachoeiras entre 2011 y 2021 |
|                                                                                            |
| Datos según el nomenclátor publicado por el INE portugués.                                 |